# Sant Andreu de Llavaneres
Sant Andreu de Llavaneres település Spanyolországban, Barcelona tartományban. Lakosainak száma 11 933 fő (2024).

## Földrajza
Sant Andreu de Llavaneres Dosrius, Sant Vicenç de Montalt és Mataró községekkel határos.

## Megközelítése
A település Barcelona felől a Barcelona–Mataró–Maçanet-Massanes-vasútvonalon közelíthető meg a Renfe/Rodalies de Catalunya R1 elővárosi járataival.

## Népesség
A település lakosságának változását az alábbi diagram mutatja:
| Lakosok száma | 952  | 1206 | 1565 | 2003 | 3385 | 8707 | 10 181 | 10 590 | 10 968 | 11 933 |
|               | 1717 | 1887 | 1936 | 1960 | 1986 | 2004 | 2009   | 2014   | 2019   | 2024   |